# Пешё, Мишель (фехтовальщик)
Мишель Пешё (фр. Michel Pécheux; 24 мая 1911 — 29 августа 1985) — французский фехтовальщик-шпажист, олимпийский чемпион и чемпион мира.

## Биография
Родился в 1911 году в Сен-Бриё. В 1934 и 1935 годах выигрывал Международные первенства по фехтованию. В 1936 году стал бронзовым призёром Олимпийских игр в Берлине. В 1937 году стал серебряным призёром первого официального чемпионата мира по фехтованию (тогда же Международная федерация фехтования задним числом признала чемпионатами мира все прошедшие ранее Международные первенства по фехтованию). На чемпионате мира 1938 года завоевал две золотые медали.
После Второй мировой войны в 1947 году вновь стал чемпионом мира. В 1948 году завоевал золотую медаль Олимпийских игр в Лондоне. В 1950 году стал серебряным призёром чемпионата мира.